# Östlig dolknäbb
Östlig dolknäbb (Schistes geoffroyi) är en fågel i familjen kolibrier.

## Utseende
Östlig dolknäbb är en rätt liten kolibri. Båda könen är mestadels gröna med en kort och rak näbb. Hanen har grön strupe, blå fläckar på halssidorna och ett brutet vitt halsband. Honan har en mattare färgad grönaktig strupe och ett vitaktigt ögonstreck.

## Utbredning och systematik
Den delas in i två underarter med följande utbredning:
- Schistes geoffroyi geoffroyi – förekommer i Anderna från östra Colombia till norra Venezuela och östra Peru
- Schistes geoffroyi chapmani – förekommer i Anderna i centrala Bolivia (Cochabamba)

Tidigare behandlades östlig och västlig dolknäbb (S. albogularis) som samma art, S. geoffroyi.

## Levnadssätt
Östlig dolknäbb hittas i skogar och skogsbryn på mellan 800 och 2000 meters höjd. Där ses den för sig själv vid stånd av blommor i undervegetationen.

## Status och hot
Arten har ett stort utbredningsområde, men tros minska i antal, dock inte tillräckligt kraftigt för att den ska betraktas som hotad. Internationella naturvårdsunionen IUCN listar arten som livskraftig (LC).

## Namn
Fågelns vetenskapliga artnamn hedrar den franske zoologen Isidore Geoffroy-Saint-Hilaire (1805-1861). Tidigare kallades arterna i Schistes för kilnäbbskolibrier.